# Karajukića Bunari
Karajukića Bunari (en serbe cyrillique : Карајукића Бунари) est un village de Serbie situé dans la municipalité de Sjenica, district de Zlatibor. Au recensement de 2011, il comptait 102 habitants.

## Démographie
| 1948 | 1953 | 1961 | 1971 | 1981 | 1991 | 2002 | 2011 |
| ---- | ---- | ---- | ---- | ---- | ---- | ---- | ---- |
| 30   | 35   | 41   | 154  | 171  | 207  | 116  | 102  |

|  |